# Castellot de Santa Ponça
El Castellot de Santa Ponça és una torre de defensa situada a la punta del Castellot, a la urbanització de les Rotes Velles de Santa Ponça (Mallorca), a uns 40 metres sobre el nivell del mar. Està declarat Bé d'Interès Cultural.
Formava part d'un extens sistema de defensa i vigilància de tota la costa mallorquina per combatre la pirateria. Concretament, va ser construïda al segle xviii, i no feia senyals d'avís (a la zona, aquesta tasca corresponia a la torre del Cap Andritxol i a la torre de Malgrats): la seva funció era la defensa de la badia per mitjà d'artilleria.

## Història
Encara que diversos autors han afirmat l'existència d'una torre el segle xiv en aquest indret, realment les primeres notícies d'una construcció defensiva no arriben fins al segle xviii. S'acabà de construir el 1755, i va ser una de les darreres quatre que es bastiren a Mallorca. La finalitat de la torre era la defensa de la badia de Santa Ponça, de manera que no feia senyals d'avís i estava proveïda de tres peces d'artilleria.
El 1876 va ser subhastada i va ser adquirida pel marquès de Bellpuig, propietari de la possessió de Santa Ponça. Actualment està dins d'una residència geriàtrica.

## Descripció
És de planta circular i alçat troncocònic. La porta d'accés actual situada a la cara est es va construir aprofitant una de les tres espitlleres de la torre. L'accés original es trobava en el costat nord-est del cos central i actualment és una finestra. L'interior es divideix en dues plantes a més de la coberta transitable. A la primera planta se situaven les dependències de la tropa, el magatzem i el polvorí. A la planta superior hi ha una cambra amb coberta de cúpula semiesfèrica. Té una barbacana, amb matacà i dues espitlleres. A la terrassa encara es conserven dos canons muntats sobre estructures d'obra que apunten a la badia.